# Барково (Вармінсько-Мазурське воєводство)
Барково (пол. Barkowo, нім. Barkehmen) — село в Польщі, у гміні Ґолдап Ґолдапського повіту Вармінсько-Мазурського воєводства.
Населення — 44 особи (2011).

## Історія
У 1975—1998 роках село належало до Сувальського воєводства.

## Демографія
Демографічна структура станом на 31 березня 2011 року:
|          | Загалом | Допрацездатний вік | Працездатний вік | Постпрацездатний вік |
| -------- | ------- | ------------------ | ---------------- | -------------------- |
| Чоловіки | 17      | 5                  | 11               | 1                    |
| Жінки    | 27      | 7                  | 15               | 5                    |
| Разом    | 44      | 12                 | 26               | 6                    |